# Raduń (jezioro w powiecie choszczeńskim)
Raduń – jezioro na Pojezierzu Choszczeńskim, w pasie Pojezierzy Zachodniopomorskich, administracyjnie położone w gminie Choszczno (powiat choszczeński, województwo zachodniopomorskie). Jezioro znajduje się 2 km od Choszczna, w niewielkiej odległości od drogi wojewódzkiej nr 160.
Powierzchnia lustra wody Raduni wynosi 106,8 ha, a jej linia brzegowa równa jest 8450 m. 
Czysta woda, bogata flora i fauna zadecydowały o wyznaczeniu na tym terenie ośrodków rekreacyjnych, sportowych i turystycznych oraz infrastruktury usługowej i technicznej. Żyją tu m.in. perkozy, kruki wodne, dzikie kaczki i łabędzie. Wiosną można spotkać tu liczne stada czajek, klucze dzikich gęsi oraz żurawi.